# Challenger DCNS de Cherbourg 2009
Il Challenger DCNS de Cherbourg 2009 è stato un torneo professionistico di tennis maschile giocato sul cemento, che faceva parte dell'ATP Challenger Tour 2009. Si è giocato a Cherbourg in Francia dal 2 all'8 marzo 2009.

## Partecipanti

### Teste di serie
| Nazionalità | Giocatore              | Ranking* | Testa di serie |
| ----------- | ---------------------- | -------- | -------------- |
| Belgio      | Christophe Rochus      | 60       | 1              |
| Francia     | Arnaud Clément         | 73       | 2              |
| Francia     | Nicolas Mahut          | 131      | 3              |
| Francia     | Adrian Mannarino       | 132      | 4              |
| Francia     | Mathieu Montcourt      | 138      | 5              |
| Francia     | Josselin Ouanna        | 163      | 6              |
| Francia     | Édouard Roger-Vasselin | 180      | 7              |
| Francia     | Alexandre Sidorenko    | 181      | 8              |

- Ranking al 23 febbraio 2010.

### Altri partecipanti
Giocatori che hanno ricevuto una wild card:
- Jonathan Eysseric
- Benoît Paire
- Stéphane Robert
- Guillaume Rufin

Giocatori passati dalle qualificazioni:
- Richard Bloomfield
- Jean-Christophe Faurel
- Romain Jouan
- Thomas Oger
- Eric Gomes (Lucky Loser)
- Alex Kuznetsov (Lucky Loser)

## Campioni

### Singolare
Arnaud Clément ha battuto in finale  Thierry Ascione con il punteggio di 6–2, 6–4

### Doppio
Arnaud Clément /  Édouard Roger-Vasselin hanno battuto in finale  Martin Fischer /  Martin Slanar con il punteggio di 4–6, 6–2, [10–3]